# Jiří Mainuš
Jiří Mainuš (né le 8 janvier 1945 à Jakartovice) est un coureur cycliste tchécoslovaque. Actif dans les années 1960 et 1970, il a été médaillé d'argent du championnat du monde du contre-la-montre par équipes en 1970, et vainqueur de la Milk Race en 1970 et de la Semaine cycliste bergamasque en 1973. Il a participé aux Jeux olympiques de 1972.

## Palmarès
- 1967
  - 8e étape du Tour de Pologne (contre-la-montre)
- 1970
  - Milk Race :
    - Classement général
    - 14ea étape (contre-la-montre)

  -  Médaillé d'argent du championnat du monde du contre-la-montre par équipes (avec Frantisek Rezac, Milan Puzrla et Petr Matoušek)
- 1971
  - 1re étape du Tour de Bohême
  - 4e étape de la Semaine cycliste bergamasque (contre-la-montre)
  - 3e du Tour de Bohême
- 1972
  - 1re étape du Tour de Bohême (contre-la-montre)
  - 3e du Tour de Liège
- 1973
  - Semaine cycliste bergamasque :
    - Classement général
    - 3e, 4e et 6e  (contre-la-montre) étapes

  - 4e du championnat du monde du contre-la-montre par équipes (avec Vladimir Vondracek, Vladimir Mysik et Frantisek Kondr)